# Zagužanje
Zagužanje (cyr. Загужање) – wieś w Serbii, w okręgu pczyńskim, w gminie Surdulica. W 2011 roku liczyła 979 mieszkańców.